# Nigel Lonwijk
Nigel Cello Lonwijk (sinh ngày 27 tháng 10 năm 2002) là một cầu thủ bóng đá người Hà Lan hiện đang chơi bóng cho câu lạc bộ Grasshopper Zurich theo dạng cho mượn từ Wolverhampton Wanderers.